# Verein für Bewegungsspiele Lübeck von 1919 1995-1996
Questa voce raccoglie le informazioni riguardanti il Verein für Bewegungsspiele Lübeck von 1919 nelle competizioni ufficiali della stagione 1995-1996.

## Stagione
Nella stagione 1995-1996 il Lubecca, allenato da Michael Lorkowski, concluse il campionato di 2. Bundesliga al 13º posto. In Coppa di Germania il Lubecca fu eliminato al primo turno dal Greifswalder.

## Rosa
| N. |                     | Ruolo | Calciatore       |
| -- | ------------------- | ----- | ---------------- |
|    | Germania (bandiera) | P     | Sven Schmidtke   |
|    | Germania (bandiera) | P     | Maik Wilde       |
|    | Germania (bandiera) | D     | Holger Behnert   |
|    | Germania (bandiera) | D     | Frank Dalinger   |
|    | Germania (bandiera) | D     | Thorsten Grümmer |
|    | Germania (bandiera) | D     | Torben Hoffmann  |
|    | Lituania (bandiera) | D     | Romas Mažeikis   |
|    | Germania (bandiera) | D     | Jürgen Oelbeck   |
|    | Germania (bandiera) | D     | Ibrahim Türkmen  |
|    | Germania (bandiera) | C     | Torsten Flocken  |
|    | Germania (bandiera) | C     | André Golke      |

| N. |                        | Ruolo | Calciatore          |
| -- | ---------------------- | ----- | ------------------- |
|    | Germania (bandiera)    | C     | Timo Hempel         |
|    | Polonia (bandiera)     | C     | Krzysztof Hetmański |
|    | Germania (bandiera)    | C     | Carsten Hinrichsen  |
|    | Germania (bandiera)    | C     | Lars Kindgen        |
|    | Germania (bandiera)    | C     | Michael Koch        |
|    | Germania (bandiera)    | C     | Thomas Möller       |
|    | Paesi Bassi (bandiera) | C     | Felix van der Steen |
|    | Germania (bandiera)    | A     | Markus Aerdken      |
|    | Germania (bandiera)    | A     | Sascha Hagen        |
|    | Germania (bandiera)    | A     | Daniel Jurgeleit    |
|    | Germania (bandiera)    | A     | Lutz Schwerinski    |

## Organigramma societario
Area tecnica
- Allenatore: Michael Lorkowski
- Allenatore in seconda:
- Preparatore dei portieri:
- Preparatori atletici:

## Calciomercato

### Sessione estiva
| Acquisti | Acquisti            | Acquisti             | Acquisti |
| R.       | Nome                | da                   | Modalità |
| -------- | ------------------- | -------------------- | -------- |
| A        | Aly Dia             | VJS                  |          |
| A        | Markus Aerdken      | Wuppertal            |          |
| C        | André Golke         | Norimberga           |          |
| D        | Torben Hoffmann     | Holstein Kiel        |          |
| C        | Lars Kindgen        | Alemannia Aquisgrana |          |
| C        | Thomas Möller       | Herzlake             |          |
| C        | Felix van der Steen | TuS Hoisdorf         |          |

| Cessioni | Cessioni          | Cessioni           | Cessioni |
| R.       | Nome              | a                  | Modalità |
| -------- | ----------------- | ------------------ | -------- |
| C        | Mikica Mladenovic | TSV Nord-Harrislee |          |

### Sessione invernale
| Acquisti | Acquisti | Acquisti | Acquisti |
| R.       | Nome     | da       | Modalità |
| -------- | -------- | -------- | -------- |

| Cessioni | Cessioni | Cessioni       | Cessioni |
| R.       | Nome     | a              | Modalità |
| -------- | -------- | -------------- | -------- |
| A        | Aly Dia  | Blyth Spartans |          |

## Risultati

### 2. Bundesliga

#### Girone di andata
| Arbitro: | Scheuerer |

|              |           |               |
| Eck 39’, 74’ | Marcatori | 57’ Jurgeleit |

| Arbitro: | Koop |

|                             |           |  |
| Jurgeleit 48’ Koch 65’, 73’ | Marcatori |  |

| Arbitro: | Aust |

|                           |           |             |
| Westerbeek 24’ Hirsch 64’ | Marcatori | 82’ Aerdken |

| Arbitro: | Frey |

|                                      |           |  |
| Jurgeleit 21’, 27’ van der Steen 59’ | Marcatori |  |

| Hannover 30 agosto 1995, ore 20:00 CEST 5ª giornata | Hannover 96 | 0 – 0 referto | Lubecca | Niedersachsenstadion (11 200 spett.)\| Arbitro: \| Keßler \| |
| Arbitro:                                            | Keßler      |               |         |                                                              |

| Arbitro: | Strampe |

|                                 |           |                   |
| Koch 12’ Behnert 41’ Hempel 67’ | Marcatori | 44’ (aut.) Hempel |

| Arbitro: | Werthmann |

|  |           |                 |
|  | Marcatori | 27’, 90’ Rische |

| Arbitro: | Fleske |

|             |           |  |
| Seifert 85’ | Marcatori |  |

| Arbitro: | Friedrichs |

|           |           |             |
| Möller 9’ | Marcatori | 60’ Schulte |

| Berlino 2 ottobre 1995, ore 20:15 CET 10ª giornata | Hertha Berlino | 0 – 0 referto | Lubecca | Stadio Olimpico (5 700 spett.)\| Arbitro: \| Gettke \| |
| Arbitro:                                           | Gettke         |               |         |                                                        |

| Lubecca 15 ottobre 1995, ore 15:00 CET 11ª giornata | Lubecca | 0 – 0 referto | Norimberga | Stadion an der Lohmühle (11 000 spett.)\| Arbitro: \| Schmidt \| |
| Arbitro:                                            | Schmidt |               |            |                                                                  |

| Arbitro: | Best |

|          |           |                                    |
| Beck 10’ | Marcatori | 50’ Koch 75’ Jurgeleit 85’ Aerdken |

| Arbitro: | Blumenstein |

|                    |           |           |
| Golke 42’ Koch 49’ | Marcatori | 62’ Marić |

| Arbitro: | Hotop |

|                      |           |             |
| Spies 48’ Präger 59’ | Marcatori | 69’ Behnert |

| Arbitro: | Hilmes |

|                                   |           |                 |
| Jurgeleit 3’, 73’ (rig.) Koch 23’ | Marcatori | 78’ Oberleitner |

| Arbitro: | Wack |

|                                        |           |          |
| Zimmermann 17’ König 31’ Schneider 75’ | Marcatori | 61’ Koch |

| Arbitro: | Rüdiger |

|  |           |                         |
|  | Marcatori | 41’ Hecker 61’ Wienhold |

#### Girone di ritorno
| Arbitro: | Fleischer |

|  |           |                    |
|  | Marcatori | 31’ Voigt 88’ Reeb |

| Arbitro: | Domurat |

|  |           |          |
|  | Marcatori | 47’ Koch |

| Arbitro: | Fischer |

|                    |           |          |
| Jurgeleit 39’, 86’ | Marcatori | 61’ Vana |

| Arbitro: | Schütz |

|                                         |           |            |
| Wałdoch 15’ Behnert 23’ (aut.) Wosz 68’ | Marcatori | 50’ Hempel |

| Arbitro: | Müller |

|               |           |  |
| Koch 28’, 49’ | Marcatori |  |

| Arbitro: | Friedrichs |

|                          |           |  |
| Scheuber 22’ Reichel 27’ | Marcatori |  |

| Arbitro: | Jansen |

|                          |           |               |
| Weichert 9’ Heidrich 64’ | Marcatori | 86’ Jurgeleit |

| Arbitro: | Hauer |

|                                    |           |              |
| Jurgeleit 47’, 52’ Schwerinski 82’ | Marcatori | 90’ Bertalan |

| Arbitro: | Frey |

|                        |           |  |
| Böttche 28’ Thoben 40’ | Marcatori |  |

| Arbitro: | Dörr |

|  |           |             |
|  | Marcatori | 77’ Bremser |

| Arbitro: | Casper |

|  |           |                   |
|  | Marcatori | 81’ van der Steen |

| Arbitro: | Dehmelt |

|  |           |              |
|  | Marcatori | 50’ Lipinski |

| Arbitro: | Prengel |

|                          |           |                                      |
| Golombek 87’ Allievi 90’ | Marcatori | 52’ Hempel 56’ Jurgeleit 79’ Kindgen |

| Arbitro: | Keßler |

|                 |           |           |
| Schwerinski 72’ | Marcatori | 36’ Ratke |

| Arbitro: | Müller |

|                                                           |           |  |
| Grassow 8’ García 25’ Hartig 48’ Radlspeck 52’ Gröber 90’ | Marcatori |  |

| Arbitro: | Leimert |

|                         |           |            |
| Jurgeleit 35’ Golke 78’ | Marcatori | 26’ Cramer |

| Arbitro: | Werthmann |

|                          |           |               |
| Gütschow 38’ Meißner 88’ | Marcatori | 59’ Jurgeleit |

### Coppa di Germania
| Arbitro: | Augar |

|                                                 |           |                   |
| Klein 32’ (rig.), 90’ Schedlinski 80’ Vogel 88’ | Marcatori | 78’ van der Steen |

## Statistiche

### Statistiche di squadra
| Competizione      | Punti | In casa | In casa | In casa | In casa | In casa | In casa | In trasferta | In trasferta | In trasferta | In trasferta | In trasferta | In trasferta | Totale | Totale | Totale | Totale | Totale | Totale | DR |
| Competizione      | Punti | G       | V       | N       | P       | Gf      | Gs      | G            | V            | N            | P            | Gf           | Gs           | G      | V      | N      | P      | Gf     | Gs     | DR |
| ----------------- | ----- | ------- | ------- | ------- | ------- | ------- | ------- | ------------ | ------------ | ------------ | ------------ | ------------ | ------------ | ------ | ------ | ------ | ------ | ------ | ------ | -- |
| 2. Bundesliga     | 44    | 17      | 9       | 3       | 5       | 25      | 16      | 17           | 4            | 2            | 11           | 15           | 29           | 34     | 13     | 5      | 16     | 40     | 45     | -5 |
| Coppa di Germania | -     | 0       | 0       | 0       | 0       | 0       | 0       | 1            | 0            | 0            | 1            | 1            | 4            | 1      | 0      | 0      | 1      | 1      | 4      | -3 |
| Totale            | 44    | 17      | 9       | 3       | 5       | 25      | 16      | 18           | 4            | 2            | 12           | 16           | 33           | 35     | 13     | 5      | 17     | 41     | 49     | -8 |

### Andamento in campionato
| Giornata  | 1  | 2 | 3  | 4 | 5  | 6 | 7 | 8  | 9  | 10 | 11 | 12 | 13 | 14 | 15 | 16 | 17 | 18 | 19 | 20 | 21 | 22 | 23 | 24 | 25 | 26 | 27 | 28 | 29 | 30 | 31 | 32 | 33 | 34 |
| --------- | -- | - | -- | - | -- | - | - | -- | -- | -- | -- | -- | -- | -- | -- | -- | -- | -- | -- | -- | -- | -- | -- | -- | -- | -- | -- | -- | -- | -- | -- | -- | -- | -- |
| Luogo     | T  | C | T  | C | T  | C | C | T  | C  | T  | C  | T  | C  | T  | C  | T  | C  | C  | T  | C  | T  | C  | T  | T  | C  | T  | C  | T  | C  | T  | C  | T  | C  | T  |
| Risultato | P  | V | P  | V | N  | V | P | P  | N  | N  | N  | V  | V  | P  | V  | P  | P  | P  | V  | V  | P  | V  | P  | P  | V  | P  | P  | V  | P  | V  | N  | P  | V  | P  |
| Posizione | 11 | 7 | 10 | 7 | 10 | 5 | 9 | 10 | 11 | 10 | 11 | 10 | 7  | 9  | 6  | 9  | 9  | 9  | 9  | 9  | 9  | 8  | 9  | 9  | 8  | 10 | 11 | 9  | 11 | 8  | 9  | 10 | 9  | 13 |

Legenda:

Luogo: C = Casa; T = Trasferta. Risultato: V = Vittoria; N = Pareggio; P = Sconfitta.

### Statistiche dei giocatori
| Giocatore        | 2. Bundesliga | 2. Bundesliga | 2. Bundesliga | 2. Bundesliga | Coppa di Germania | Coppa di Germania | Coppa di Germania | Coppa di Germania | Totale   | Totale | Totale      | Totale     |
| Giocatore        | Presenze      | Reti          | Ammonizioni   | Espulsioni    | Presenze          | Reti              | Ammonizioni       | Espulsioni        | Presenze | Reti   | Ammonizioni | Espulsioni |
| ---------------- | ------------- | ------------- | ------------- | ------------- | ----------------- | ----------------- | ----------------- | ----------------- | -------- | ------ | ----------- | ---------- |
| M. Aerdken       | 13            | 2             | 0             | 0             | 1                 | 0                 | 1                 | 0                 | 14       | 2      | 1           | 0          |
| H. Behnert       | 31            | 2             | 8             | 1             | 1                 | 0                 | 0                 | 0                 | 32       | 2      | 8           | 1          |
| F. Dalinger      | 0             | 0             | 0             | 0             | 0                 | 0                 | 0                 | 0                 | 0        | 0      | 0           | 0          |
| A. Dia           | 2             | 0             | 0             | 0             | 0                 | 0                 | 0                 | 0                 | 2        | 0      | 0           | 0          |
| T. Flocken       | 4             | 0             | 0             | 0             | 0                 | 0                 | 0                 | 0                 | 4        | 0      | 0           | 0          |
| A. Golke         | 31            | 2             | 2             | 0             | 1                 | 0                 | 0                 | 0                 | 32       | 2      | 2           | 0          |
| T. Grümmer       | 27            | 0             | 6             | 0             | 1                 | 0                 | 0                 | 0                 | 28       | 0      | 6           | 0          |
| S. Hagen         | 4             | 0             | 0             | 0             | 0                 | 0                 | 0                 | 0                 | 4        | 0      | 0           | 0          |
| T. Hempel        | 16            | 3             | 0             | 0             | 0                 | 0                 | 0                 | 0                 | 16       | 3      | 0           | 0          |
| K. Hetmański     | 14            | 0             | 1             | 0             | 0                 | 0                 | 0                 | 0                 | 14       | 0      | 1           | 0          |
| C. Hinrichsen    | 5             | 0             | 1             | 0             | 0                 | 0                 | 0                 | 0                 | 5        | 0      | 1           | 0          |
| T. Hoffmann      | 22            | 0             | 1             | 0             | 0                 | 0                 | 0                 | 0                 | 22       | 0      | 1           | 0          |
| D. Jurgeleit     | 33            | 15            | 4             | 1             | 1                 | 0                 | 0                 | 0                 | 34       | 15     | 4           | 1          |
| L. Kindgen       | 31            | 1             | 2             | 0             | 1                 | 0                 | 0                 | 0                 | 32       | 1      | 2           | 0          |
| M. Koch          | 25            | 10            | 6             | 0             | 1                 | 0                 | 0                 | 1                 | 26       | 10     | 6           | 1          |
| R. Mažeikis      | 34            | 0             | 3             | 0             | 1                 | 0                 | 1                 | 0                 | 35       | 0      | 4           | 0          |
| T. Möller        | 27            | 1             | 7             | 1             | 1                 | 0                 | 0                 | 0                 | 28       | 1      | 7           | 1          |
| J. Oelbeck       | 22            | 0             | 4             | 0             | 1                 | 0                 | 0                 | 0                 | 23       | 0      | 4           | 0          |
| S. Schmidtke     | 0             | 0             | 0             | 0             | 0                 | 0                 | 0                 | 0                 | 0        | 0      | 0           | 0          |
| L. Schwerinski   | 19            | 2             | 4             | 0             | 0                 | 0                 | 0                 | 0                 | 19       | 2      | 4           | 0          |
| I. Türkmen       | 19            | 0             | 2             | 0             | 0                 | 0                 | 0                 | 0                 | 19       | 0      | 2           | 0          |
| M. Wilde         | 34            | 0             | 2             | 0             | 1                 | 0                 | 0                 | 0                 | 35       | 0      | 2           | 0          |
| F. van der Steen | 33            | 2             | 4             | 1             | 1                 | 1                 | 0                 | 0                 | 34       | 3      | 4           | 1          |